# Stand By
«Stand By» (укр. «Стій поруч») — пісня, з якою італійська співачка Сеніт представляла Сан-Марино на пісенному конкурсі Євробачення 2011. Пісня була виконана в першому півфіналі, 10 травня, але до фіналу не пройшла .